# Николичево
Николичево је насељено место града Зајечара у Зајечарском округу. Према попису из 2022. било је 563 становника (према попису из 1991. било је 1061 становника).

## Географија
Николичево се налази северно од Зајечара, са десне стране поред магистралног пута Бор - Зајечар на око 18 км од Бора односно око 10 км од Зајечара. Из правца Зајечара у Николичево се може доћи и старим путем преко Белог Брега. Село је изразито збијеног типа, а смештено је на једној падини на надморској висини од 200 до 260 метара опкољеној са свих страна брдима на 10 километара унаоколо која су виша од 400 мнв. У односу на Зајечар налази се иза Белог Брега, на странама Николичевске Реке, која после сваке јаче кише надолази али не плави село. Површина села заузима око 2.685 хектара. Мештани се углавном баве земљорадњом и сточарством, веома мали број њих ради у Зајечару или Бору. Суседна места су Слатина, Рготина, Вражогрнац, Зајечар, Звездан, и Метовница.
У селу постоји више бунара са питком водом, а постоји и 8 термалних извора лековите воде познатих као Николичевска бања, због које долазе људи и са стране да се њоме купају и лече од кожних и других болести. Легенда каже да је неки Турчин из Видина воду са овог извора носио у бурадима чак у Видин, те је охлађену, пио и нудио као лек.

## Историја
Према писаним изворима село је названо по првом становнику досељеном који се звао Никола. Изгледа да је пре 1455 године постојало насеље Николче на селишту (Николичево) које се у турским пописима помиње 1455. године када је било "пусто", али се у истом попису помиње и Николиче са 6 кућа, насеље које је опстало. Према попису из 1466. године Николинце (Николичево) је имало 8 кућа a према попису 1560. године помиње се Некаличе са 4 куће и Николинце (Николичево) које је имало 7 кућа.  Према пописима, 1873. године Николичево је имало 204 пореске главе, а по попису из 1899.  године је у селу било 160 кућа.
У ослободилачким ратовима 1912-1918. године из Николичева је погинуло или умрло 93 ратника. На брду Копита надомак села се налазила гробница руских добровољаца (тројице поручника и тројице потпоручника) погинулих у Српско-турским ратовима 1876-1878 године. На брду Коилова чука (у литератури се користи и назив Ковилова чука) источно од села непосредно изнад Николичевске бање се налази један од Зајечарских утврђења (бастиона) из 1892 године, а на 4-5 км ваздушне линије од центра села према Метовници у реону Краварник налази се још један од сличних бастиона.
У Николичеву је основна школа основана 1873. године.
У селу је после савезничког бомбардовања 1944. започета градња спомен цркве брвнаре, која никада није завршена и чији се темељи налазе у близини данашњег спортског игралишта изнад села.

## Николичево данас
Данас у Николичеву постоји четвороразредна основна школа, подручно одељење основне школе "Доситеј Обрадовић" из Вражогрнца.
У селу постоје: месна канцеларија, дом културе, пошта, продавница, споменик плоче борцима палим 1912-1918. године и жртвама фашистичког терора 1941-1945. године, здравствена амбуланта и др.
Постоје планови градске скупштине Зајечара за реконструкцију и побољшање коришћења Николичевске бање, али још увек нису реализовани.
Од 2010. године почетком октобра месеца сваке године се у селу организује културно туристичка манифестација Тиквијада: “Тиква као храна, лек и украс” .

## Демографија
У насељу Николичево живи 700 пунолетних становника, а просечна старост становништва износи 47,5 година (45,2 код мушкараца и 49,6 код жена). У насељу има 223 домаћинства, а просечан број чланова по домаћинству је 3,74.
Ово насеље је углавном насељено Србима (према попису из 2002. године).
|  |

| Демографија | Демографија | Демографија |
| Година      | Становника  | Становника  |
| ----------- | ----------- | ----------- |
| 1948.       | 1.337       |             |
| 1953.       | 1.371       |             |
| 1961.       | 1.347       |             |
| 1971.       | 1.354       |             |
| 1981.       | 1.226       |             |
| 1991.       | 1.061       | 1.052       |
| 2002.       | 833         | 845         |

| Етнички састав према попису из 2002.‍ | Етнички састав према попису из 2002.‍ | Етнички састав према попису из 2002.‍ | Етнички састав према попису из 2002.‍ | Етнички састав према попису из 2002.‍ |
| ------------------------------------ | ------------------------------------ | ------------------------------------ | ------------------------------------ | ------------------------------------ |
|                                      |                                      |                                      |                                      |                                      |
| Срби                                 | Срби                                 |                                      | 698                                  | 83,79%                               |
| Власи                                | Власи                                |                                      | 96                                   | 11,52%                               |
| Македонци                            | Македонци                            |                                      | 3                                    | 0,36%                                |
| Црногорци                            | Црногорци                            |                                      | 1                                    | 0,12%                                |
| Роми                                 | Роми                                 |                                      | 1                                    | 0,12%                                |
| непознато                            | непознато                            |                                      | 3                                    | 0,36%                                |

| Година пописа     | 1948. | 1953. | 1961. | 1971. | 1981. | 1991. | 2002. |
| ----------------- | ----- | ----- | ----- | ----- | ----- | ----- | ----- |
| Број домаћинстава | 290   | 298   | 295   | 285   | 275   | 251   | 223   |

| Број чланова      | 1  | 2  | 3  | 4  | 5  | 6  | 7  | 8  | 9 | 10 и више | Просек |
| ----------------- | -- | -- | -- | -- | -- | -- | -- | -- | - | --------- | ------ |
| Број домаћинстава | 36 | 55 | 30 | 22 | 25 | 25 | 12 | 12 | 6 | 0         | 3,74   |

| Пол    | Укупно | Неожењен/Неудата | Ожењен/Удата | Удовац/Удовица | Разведен/Разведена | Непознато |
| ------ | ------ | ---------------- | ------------ | -------------- | ------------------ | --------- |
| Мушки  | 337    | 49               | 246          | 30             | 12                 | 0         |
| Женски | 381    | 26               | 248          | 97             | 10                 | 0         |
| УКУПНО | 718    | 75               | 494          | 127            | 22                 | 0         |

| Пол    | Укупно                    | Пољопривреда, лов и шумарство | Рибарство                            | Вађење руде и камена | Прерађивачка индустрија       |
| ------ | ------------------------- | ----------------------------- | ------------------------------------ | -------------------- | ----------------------------- |
| Мушки  | 168                       | 50                            | 0                                    | 20                   | 44                            |
| Женски | 101                       | 77                            | 0                                    | 0                    | 9                             |
| УКУПНО | 269                       | 127                           | 0                                    | 20                   | 53                            |
| Пол    | Производња и снабдевање   | Грађевинарство                | Трговина                             | Хотели и ресторани   | Саобраћај, складиштење и везе |
| Мушки  | 2                         | 2                             | 2                                    | 3                    | 23                            |
| Женски | 0                         | 0                             | 3                                    | 0                    | 3                             |
| УКУПНО | 2                         | 2                             | 5                                    | 3                    | 26                            |
| Пол    | Финансијско посредовање   | Некретнине                    | Државна управа и одбрана             | Образовање           | Здравствени и социјални рад   |
| Мушки  | 0                         | 2                             | 3                                    | 1                    | 7                             |
| Женски | 0                         | 1                             | 0                                    | 1                    | 5                             |
| УКУПНО | 0                         | 3                             | 3                                    | 2                    | 12                            |
| Пол    | Остале услужне активности | Приватна домаћинства          | Екстериторијалне организације и тела | Непознато            | Непознато                     |
| Мушки  | 2                         | 0                             | 0                                    | 7                    | 7                             |
| Женски | 1                         | 0                             | 0                                    | 1                    | 1                             |
| УКУПНО | 3                         | 0                             | 0                                    | 8                    | 8                             |

## Галерија
- Николичево
- Николичево и околина
- Николичево, панорама
- Николичево